# Jerrol Thompson
Jerrol Thompson ist ein Politiker aus St. Vincent und die Grenadinen.
Thompson wurde promoviert. Er vertrat vom 17. April 2001 bis zum 9. November 2010 den Wahlkreis North Leeward im House of Assembly. In dieser Zeit war er Minister für Telekommunikation, Wissenschaft, Technologie und Industrie. Er ist Mitglied der Unity Labour Party.